# حكايات الخال أبنودي (برنامج تلفزيوني)
حكايات الخال أبنودي هو برنامج تلفزيوني حواري يقدمه المذيع عبد الرحمن الأبنودي في قناة القاهرة والناس في رمضان 2012.

## الحلقات
- الحلقة 1:
- الحلقة 2:
- الحلقة 3:
- الحلقة 4:
- الحلقة 5:
- الحلقة 6:
- الحلقة 7:
- الحلقة 8:
- الحلقة 9:
- الحلقة 10:
- الحلقة 11:
- الحلقة 12:
- الحلقة 13:
- الحلقة 14:
- الحلقة 15:
- الحلقة 16:
- الحلقة 17:
- الحلقة 18:
- الحلقة 19:
- الحلقة 20:
- الحلقة 21:
- الحلقة 22:
- الحلقة 23:
- الحلقة 24:
- الحلقة 25:
- الحلقة 26:
- الحلقة 27:
- الحلقة 28:
- الحلقة 29:
- الحلقة 30:

## وقت العرض
يٌبث يوميا طيلة رمضان 1433هـ/2012م في 09:55 مساء ويعاد في 06:49 صباحا و12:42 ظهرا و04:06 مساء بتوقيت مصر.